# 영암 조종수 가옥
영암 조종수 가옥(靈巖 曺鐘洙 家屋)은 대한민국 전라남도 영암군 군서면 서구림리에 있는, 창녕 조씨 문중의 종가(宗家)로 원래는 의병장인 육의당 박흡의 탯자리로 전한다. 2001년 6월 5일 전라남도의 민속문화재 제35호로 지정되었다.

## 개요
창녕 조씨 문중의 종가(宗家)로 원래는 의병장인 육의당 박흡의 탯자리로 전한다. 조선 후기 전형적인 대농의 집으로서 초가 5칸의 문간채와 사당을 갖추었다고 하나 지금은 안채만 남아 있고 옛 문간채 자리에는 새로 지은 부속채와 창고 건물이 앞에 위치하고 있다.
안채는 부엌과 출입문의 일부를 개조한 것을 제외하면 대부분 원형을 유지하고 있다. 안채의 뒤편으로 배롱나무와 크게 자란 소나무들로 잘 가꾸어진 작은 동산이 있으며, 안채는 이 작은 동산을 등지고 서쪽을 바라보고 있다. 앞면 5칸·옆면 1칸 규모로 네면을 퇴칸으로 돌린 형식을 취한 전형적인 남부지방의 일(一)자형 가옥으로 북쪽에서부터 부엌, 큰방, 대청(2칸), 건넌방의 순으로 구성되어 있다.
이 가옥은 처음 지어진 지가 비교적 오래된 남부지방의 전형적인 일(一)자형 가옥으로 건립연대에 비하여 원형을 유지하고 있으며 건물 구조의 결구 방식이나 공간구성에 있어서 옛모습이 잘 남아 있는 귀중한 자료이다.

## 주변 건축 허용기준
2020년 1월 16일 '전라남도 지정문화재 역사문화환경 보존지역 내 건축행위 등에 관한 허용기준'이 고시되었다.

## 참고 자료
- 영암 조종수 가옥 - 국가유산청 국가유산포털